# تور (یکا)
تور (به انگلیسی: Torr) یکی از یکاهای غیراس‌آی برای اندازه‌گیری فشار است. ۱ اتمسفر استاندارد برابر است ۷۶۰ تور. این یکا به گونه‌ای گزینش شده است  که با تقریب خوبی برابر فشار حاصل از یک میلی‌متر جیوه باشد؛ بنابراین فشار ۱ تور تقریباً برابر با فشار حاصل از یک میلی‌متر جیوه است.
این یکا به یاد اوانجلیستا توریچلی نام‌گذاری شده است—فیزیک‌دان و ریاضی‌دان ایتالیایی که اصول عملکرد فشارسنج را در ۱۶۴۴ میلادی کشف کرد.